# Gustav Troell
Bengt Gustav Abrahamsson Troell, född 11 november 1912 i Stockholm, avliden 29 december 1985 i Luleå domkyrkoförsamling, var en svensk agronom. Han var son till Abraham Troell.
Efter studentexamen 1931 avlade Troell reservofficersexamen 1941 och agronomexamen vid Lantbrukshögskolan 1943. Han var assistent vid Södermanlands läns hushållningssällskap 1943, lärare på yrkesbestämd fortsättningsskola i Byske 1943, blev jordbruksförvaltare vid Munksunds AB i Luleå 1944, lantbruksassistent vid lantbruksnämnden i Halmstad 1950 och lantbrukskonsulent vid lantbruksnämnden i Luleå 1952.